# Last man standing (компьютерные игры)
Last man standing (с англ. — «Последний оставшийся человек») — игровой режим в многопользовательских компьютерных играх, который характерен прежде всего для игр в жанре 3D-шутера. Суть режима состоит в том, что два или более игроков сражаются между собой на одной арене (карте, уровне). Выигрывает один игрок — тот, который последним остался в живых.

## Принцип режима
Режим «Last man standing» базируется на режиме «Deathmatch» (детматч). На арене появляются (респаунятся) двое или более игроков, которые сражаются между собой в режиме «каждый за себя». Главным отличием от детматча является ограниченное количество жизней (возможностей респауна) игроков. Более того, респауны могут быть вообще запрещены. Если игрок гибнет, он восстанавливается (респаунится), однако его счётчик жизней уменьшается на один. Как только какой-либо игрок исчерпывает все свои жизни, он полностью выбывает из матча и больше не может продолжать в нём участвовать. Игра продолжается до тех пор, пока в живых не останется лишь один игрок, а все остальные не исчерпают свои запасы жизней. Оставшийся игрок является победителем матча.

## Last team standing
Существует несколько вариаций (модификаций) режима «Last man standing», и одной из самых распространённых модификаций является «Last team standing» (с англ. — «Последняя оставшаяся команда»). «Last team standing» полностью идентичен «Last man standing» за исключением того, что он основывается не на «простом» детматче, а на командном (англ. Team deathmatch). Все игроки делятся на, как правило, две команды, и выигрывает та команда, в которой в живых остался хотя бы один игрок с хотя бы одной жизнью. Команда, все игроки которой исчерпали все свои жизни, проигрывает.

## Кемперство
Кемперство является ключевым недостатком режима «Last man standing». Игрок может засесть в какое-то специфичное место, которое предоставляет ему существенные преимущества (например, самая высокая точка на карте, до которой тяжело добраться, но вместе с тем с которой открывается обзор на всю карту; или какой-либо тупиковый проход, который хорошо простреливается). Захватив подобную точку на карте, кемпер ждёт появления других игроков и, пользуясь преимуществами своей «засады», убивает их. Таким образом, к концу матча большинство игроков умирает, у остальных почти заканчиваются количества жизней, при этом у кемпера количество жизней может остаться почти полным. Дождавшись этого момента, кемпер может выйти из засады и легко уничтожить нескольких оставшихся игроков.
Такая тактика является выигрышной в режиме «Last man standing», однако она нивелирует удовольствие от игры и рушит игровую механику. Вместо борьбы игроков один с другим, кемперство стимулирует игроков выбрать самые удобные точки на карте, затаиться на них и ждать других игроков. Если все игроки в таком матче используют кемперство, игра останавливается.
Для борьбы с кемперством в режимах «Last man standing» используются несколько методик. Компьютерная игра определяет игроков, которые проводят определённое время без движения, находятся на одной точке на карте и не ведут никаких действий. Если игра определяет таких игроков, она может уведомить их о кемперстве, а если они не изменят свою тактику, то их позиция может быть показана всем остальным игрокам в матче, а в некоторых случаях кемпер может быть автоматически удалён (кикнут) самой игрой из матча. Часто выбывшие игроки переходят в режим спектаторов, наблюдая за действиями оставшихся. Обнаружив кемпера, выбывшие игроки могут инициировать голосование за его удаление (кик).